# Canton des Essarts
Le canton des Essarts est une ancienne division administrative française située dans le département de la Vendée et la région des Pays-de-la-Loire.
Créé en 1790, il est supprimé en avril 2015 à la suite d’un découpage cantonal opéré en 2014.

## Histoire
Sous la Révolution française, pendant la mise en œuvre des décrets de l’Assemblée nationale concernant la division du royaume en 83 départements (15 janvier et 16 février 1790), un décret particulier du 26 janvier 1790 porte implicitement création du canton au sein du district ; les textes de la Constituante sont par la suite ordonnés dans des lettres patentes de Louis XVI données le 4 mars 1790. La division admet alors un chef-lieu fixé dans la municipalité des Essarts.
Le maintien du canton est projeté dans la loi concernant la division du territoire de la République et l’administration du 28 pluviôse an VIII (17 février 1800). Aussi, en vertu de l’arrêté du 9 brumaire an X (31 octobre 1801), six communes rejoignent le canton (L’Airière, Boulogne, Dompierre, La Ferrière, Florence et La Merlatière).
Le 20 septembre 1828, la commune de L’Airière est rattachée à La Ferrière.
Le 7 mars 1895, la commune de L’Oie est érigée à partir de parcelles de la commune de Sainte-Florence-de-l’Oie, qui devient « Sainte-Florence ».
| Janvier 1790 | Octobre 1801 | Septembre 1828 | Mars 1895 |
| ------------ | ------------ | -------------- | --------- |
| 3            | 9            | 8              | 9         |

## Géographie

### Situation administrative
Administrativement, le canton se situe au sein du département de la Vendée, dans le district de La Roche-sur-Yon de 1790 à 1795. À partir de la loi concernant la division du territoire de la République et l’administration (17 février 1800), le canton relève du deuxième arrondissement départemental, baptisé, au sens de l’arrêté du 9 brumaire an X (31 octobre 1801), « arrondissement de Montaigu ». Bien que le décret impérial du 5 prairial an XII (25 mai 1804) ordonne le transfert du chef-lieu de la Vendée de Fontenay à La Roche-sur-Yon, le canton n’est rattaché à l’arrondissement de Napoléon (nouvelle dénomination de la commune de La Roche-sur-Yon) qu’à la suite d’un décret impérial du 14 juin 1810.

### Surfaces et altitudes
| Commune                 | Surface (ha) | Altitude (m) | Altitude (m) |
| Commune                 | Surface (ha) | Mini         | Maxi         |
| ----------------------- | ------------ | ------------ | ------------ |
| Boulogne                | 1 244        | 64           | 93           |
| Dompierre-sur-Yon       | 3 393        | 56           | 94           |
| Les Essarts             | 5 654        | 55           | 116          |
| La Ferrière             | 4 696        | 55           | 105          |
| La Merlatière           | 1 504        | 69           | 106          |
| L’Oie                   | 1 430        | 48           | 110          |
| Saint-Martin-des-Noyers | 4 149        | 58           | 118          |
| Sainte-Cécile           | 3 205        | 37           | 107          |
| Sainte-Florence         | 1 731        | 48           | 107          |

## Composition

### Découpage du26 janvier 1790
| Municipalité            | Période   | Réf. |
| ----------------------- | --------- | ---- |
| Les Essarts (chef-lieu) | 1790-1801 | ,    |
| Saint-Martin-des-Noyers | 1790-1801 | ,    |
| Sainte-Cécile           | 1790-1801 | ,    |

### Découpage du 9 brumaire anX
| Commune                 | Période   | Réf.        |
| ----------------------- | --------- | ----------- |
| L’Airière               | 1801-1828 | [ Cass. 4 ] |
| Boulogne                | 1801-2015 | ,           |
| Dompierre               | 1801-2015 | ,           |
| Les Essarts (chef-lieu) | 1801-2015 | ,           |
| La Ferrière             | 1801-2015 | ,           |
| Florence                | 1801-2015 | ,           |
| La Merlatière           | 1801-2015 | ,           |
| Saint-Martin-des-Noyers | 1801-2015 | ,           |
| Sainte-Cécile           | 1801-2015 | ,           |

## Représentation
Le canton des Essarts est la circonscription d’élection d’un des membres du conseil général de la Vendée, désigné lors des élections cantonales.

### Conseillers généraux de 1833 à 2015
| Période                      | Période                       | Identité                                        | Étiquette           | Qualité |
| ---------------------------- | ----------------------------- | ----------------------------------------------- | ------------------- | --- |
| 14 novembre 1833             | 20 août 1848                  | Jacques-René Robin                              |                     | Propriétaire Maire des Essarts (1836-1838 et 1840-1845) |
| 20 août 1848                 | 2 août 1852                   | Louis-Armand, comte de Lespinay                 | Bonapartiste        | Maréchal de camp, baron de Lespinay et de l’Empire Maire des Essarts (1858-1869) |
| 2 août 1852                  | 7 mai 1853                    | Charles, comte de Montsorbier                   |                     | Propriétaire Maire de Boulogne (1827-1830) |
| 7 mai 1853                   | 2 juin 1855                   | Léandre-Henri-Benjamin Meusnier-Lanouë          |                     | Procureur impérial à Marennes Maire des Essarts (1838-1840) |
| 2 juin 1855                  | 13 juin 1869 (décès)          | Louis-Armand, comte de Lespinay                 | Bonapartiste        | Maréchal de camp, baron de Lespinay et de l’Empire Maire des Essarts (1858-1869) |
| 21 août 1869                 | 4 novembre 1877               | Armand Batiot                                   | Libéral             | Notaire Maire des Essarts (1846-1848 et 1869-1871), ancien conseiller d'arrondissement                                                                                                 |
| 4 novembre 1877              | 12 août 1883                  | Charles-Adrien-Joseph-Bonabès, vicomte de Rougé | Droite              | Propriétaire Maire des Essarts (1871-1878 et 1882-1885) |
| 12 août 1883                 | 3 février 1895 (décès)        | Aristide Batiot                                 | Républicain radical | Notaire Maire des Essarts (1881-1882) Membre de la Chambre des députés, élu dans la Vendée (1889-1895)                                                                                 |
| 28 juillet 1895              | 14 juin 1909 (décès)          | Armand, vicomte de Rougé,                       | Droite              | Propriétaire à Paris Maire des Essarts (1885-1889 et 1892-1909) |
| 8 août 1909                  | 12 octobre 1940               | Arsène Mignen                                   | Républicain         | Médecin Maire des Essarts (1909-1951) Nommé conseiller départemental en 1943 |
| Vacance du siège (1940-1945) |                               |                                                 |                     | |
| 23 septembre 1945            | 31 décembre 1951 (décès)      | Arsène Mignen                                   | PRL DVD             | Médecin Maire des Essarts (1909-1951) |
| 9 mars 1952                  | 24 septembre 1967             | Marie-Joseph Mignen,                            | DVD                 | Médecin Maire des Essarts (à partir de 1952) |
| 24 septembre 1967            | 7 décembre 1973               | Henri Rochereau                                 | CNIP                | Clerc d’avoué Exportateur Conseiller municipal de Saint-Martin-des-Noyers (à partir de 1947) Commissaire européen aux Affaires sociales, à l’Agriculture et aux Transports (1962-1970) |
| 7 décembre 1973              | 28 septembre 1987 (démission) | Jacques de Villiers                             | DVD                 | Chef d’entreprise Maire de Boulogne (1947-1983) Conseiller régional des Pays-de-la-Loire, élu dans la Vendée (jusqu’en 1992)                                                           |
| 13 novembre 1987             | 1er novembre 2010 (démission) | Bertrand de Villiers                            | UDF MPF             | Officier de l’Armée de terre Président d’Alouette |
| 30 novembre 2010             | 2 avril 2015                  | Yves Auvinet                                    | DVD                 | Secrétaire général de mairie Maire de La Ferrière (1995-2015) Élu en 2015 dans le canton de Chantonnay                                                                                 |

### Conseillers d'arrondissement (de 1833 à 1940)
| Période                                  | Période | Identité                                 | Étiquette | Qualité |
| ---------------------------------------- | ------- | ---------------------------------------- | --------- | --- |
| 1833                                     | 1845    | Zacharie Meunier de La Noue (1756-?)     |           | Notaire à La Copechagnière puis aux Essarts                                                                 |
| 1845                                     | 1848    | Armand Auguste Désiré Batiot (1812-1891) |           | Notaire, maire des Essarts (1846-1848)                                                                      |
|                                          |         |                                          |           | |
| av.1865                                  |         | Marie Élie Brisseteau (1809-1876)        |           | Notaire à Sainte-Cécile                                                                                     |
|                                          |         |                                          |           | |
| 1919                                     | 1922    | Vicomte Bonabès de Rougé                 | Droite    | Propriétaire aux Essarts                                                                                    |
| 1922                                     | 1940    | Pascal Rouzeau                           | URD       | Expert, propriétaire à Sainte-Cécile                                                                        |
| 1940                                     |         |                                          |           | Les conseils d'arrondissement ont été suspendus par la loi du 12 octobre 1940 et n'ont jamais été réactivés |
| Les données manquantes sont à compléter. |         |                                          |           | |

## Démographie
| 1806  | 1821   | 1831  | 1836   | 1841   | 1846   | 1851   | 1856   | 1861   |
| ----- | ------ | ----- | ------ | ------ | ------ | ------ | ------ | ------ |
| 7 549 | 10 058 | 9 961 | 10 607 | 11 107 | 11 926 | 12 422 | 12 744 | 13 018 |

| 1866   | 1872   | 1876   | 1881   | 1886   | 1891   | 1896   | 1901   | 1906   |
| ------ | ------ | ------ | ------ | ------ | ------ | ------ | ------ | ------ |
| 13 199 | 13 123 | 13 629 | 14 006 | 14 517 | 15 084 | 14 879 | 14 709 | 14 703 |

| 1911   | 1921   | 1926   | 1931   | 1936   | 1946   | 1954   | 1962   | 1968   |
| ------ | ------ | ------ | ------ | ------ | ------ | ------ | ------ | ------ |
| 14 136 | 12 464 | 12 307 | 12 096 | 11 958 | 11 665 | 11 560 | 11 643 | 11 677 |

| 1975   | 1982   | 1990   | 1999   | 2006   | 2011   | - | - | - |
| ------ | ------ | ------ | ------ | ------ | ------ | - | - | - |
| 12 524 | 14 907 | 16 487 | 17 432 | 19 679 | 21 930 | - | - | - |